# Martina Oertzen

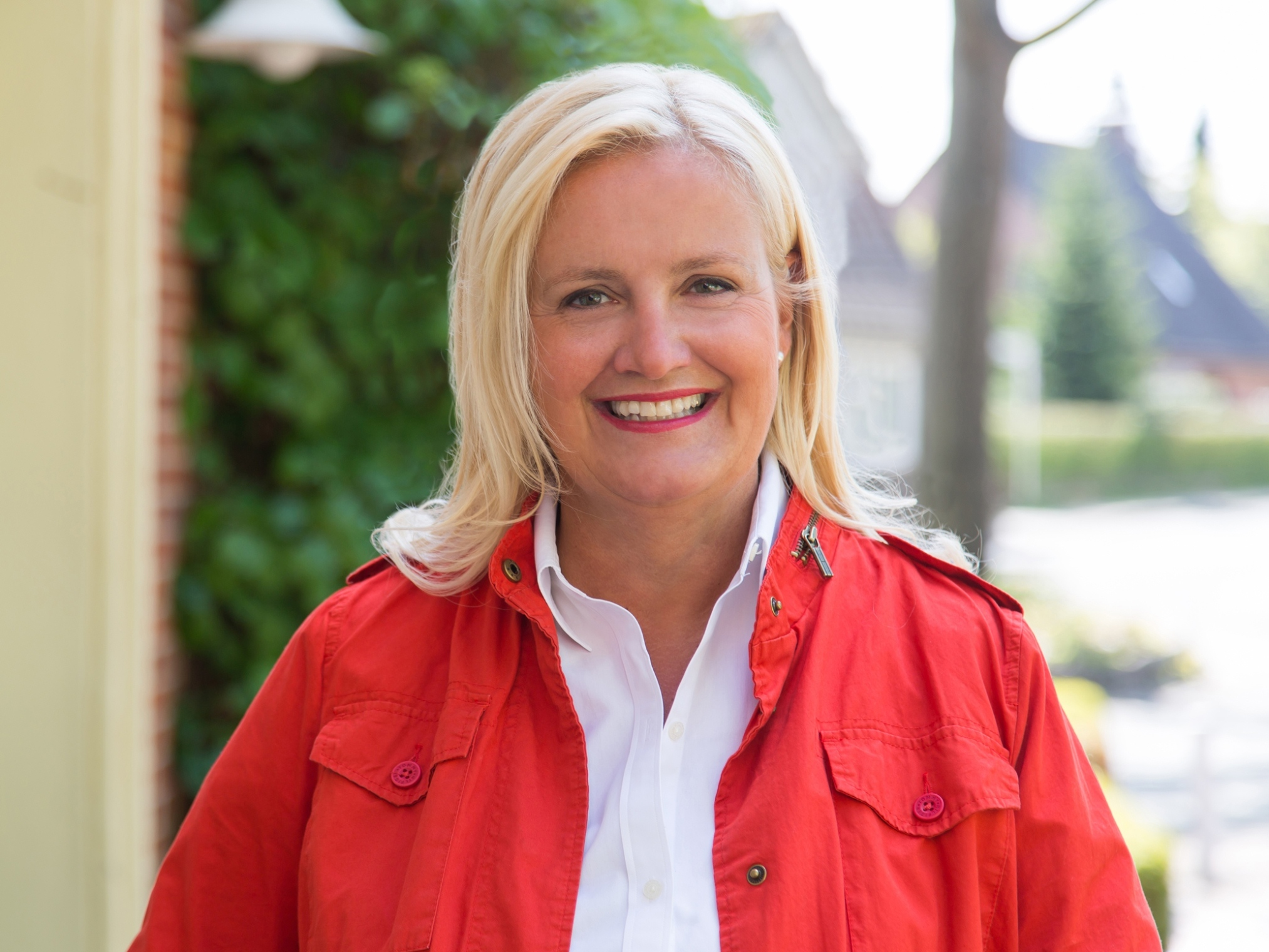
Martina Oertzen (2013)

Martina Oertzen, geborene Martina Jobmann (* 6. Mai 1964) ist eine deutsche Kommunalpolitikerin (CDU) und war bis September 2021 amtierende, hauptamtliche Bürgermeisterin der Gemeinde Seevetal.

## Leben
Martina Oertzen wuchs in Ramelsloh auf. Seit 1990 lebt sie in Ohlendorf. Martina Oertzen ist gelernte Bankkauffrau und war Prokuristin im Bereich Human Resources sowie Personalentwicklung (PE).

## Politik
Martina Oertzen ist seit 1995 CDU-Mitglied. Seit 1996 war sie Ortsratsmitglied und fungierte bis zur Bürgermeisterwahl 2013 als Ortsbürgermeisterin von Ramelsloh/Ohlendorf und Holtorfsloh. Im Ortsrat setzte sie sich für die Vereinbarkeit von Familie und Beruf und den Ausbau der Kinderbetreuung ein. Seit 2001 saß sie zudem im Kreistag Harburg. Dort war sie Vorsitzende im Ausschuss für Schule/Sport/Kultur sowie Mitglied im Bau- und Planungsausschuss. Des Weiteren gehört sie seit 2006 dem Verwaltungsrat der Sparkasse Harburg-Buxtehude an und arbeitet dort im Kreditausschuss mit. Seit demselben Jahr war Martina Oertzen Mitglied im Gemeinderat Seevetal. Dort brachte sie sich im Verwaltungsausschuss (VA), im Bauausschuss sowie im Umwelt- und Planungsausschuss ein.
Bei der Wahl des Bürgermeisters / der Bürgermeisterin am 22. September 2013, die parallel zur Bundestagswahl 2013 stattfand, entfielen auf Martina Oertzen im ersten Wahlgang 12.583 Stimmen (48,5 %), bei 34.452 Wahlberechtigten und einer Wahlbeteiligung von 76,2 %. Gegenüber dem Wahlergebnis von 2005 entsprach das einem Zuwachs von 6,8 %. Daraufhin kam es am 6. Oktober 2013 zur Stichwahl zwischen ihr und dem zweitplatzierten Ulrich Sauck (SPD). Bei der Stichwahl entfielen auf Martina Oertzen 59,7 % der Stimmen und auf Ulrich Sauck 40,3 %. Die Wahlbeteiligung lag im zweiten Wahlgang bei 43,2 %.
Die Nachfolgerin von Martina Oertzen ist Emily Weede (CDU).